# Domenico Enrici
Domenico Enrici (* 9. April 1909 in Cervasca, Provinz Cuneo, Italien; † 3. Dezember 1997) war ein römisch-katholischer Kurienerzbischof und Diplomat des Heiligen Stuhls.

## Leben
Domenico Enrici empfing am 29. Juni 1933 das Sakrament der Priesterweihe für das Bistum Cuneo.
Am 17. September 1955 ernannte ihn Papst Pius XII. zum Titularerzbischof von Ancusa und bestellte ihn zum Apostolischen Internuntius in Indonesien. Der Erzbischof von Mailand, Giovanni Montini, spendete ihm am 1. November desselben Jahres die Bischofsweihe; Mitkonsekratoren waren der Bischof von Cuneo, Giacomo Rosso, und der Bischof von Mondovì, Sebastiano Briacca.
Am 30. Januar 1958 wurde Domenico Enrici Apostolischer Nuntius in Haiti. Papst Johannes XXIII. bestellte ihn am 5. Januar 1960 zum Apostolischen Internuntius in Japan. Am 1. Oktober 1962 wurde Enrici Apostolischer Delegat in Australien. Papst Paul VI. ernannte ihn am 26. April 1969 zum Apostolischen Delegaten im Vereinigten Königreich. Am 16. Juli 1973 wurde Domenico Enrici Beamter im Staatssekretariat des Heiligen Stuhls. 
Enrici trat am 1. Dezember 1979 als Beamter im Staatssekretariat zurück.
Domenico Enrici nahm an der ersten und dritten Sitzungsperiode des Zweiten Vatikanischen Konzils teil.